# Ligue de diamant 2010 - 400 m haies masculin
Navigation
2011
Le 400 mètres haies masculin de la Ligue de Diamant 2010 s'est déroulé du 14 mai au 27 août 2010. La compétition a successivement fait étape à Doha, Oslo, New York, Lausanne, Stockholm et Londres, la finale se déroulant à Bruxelles. L'épreuve est remportée par l'Américain Bershawn Jackson qui s'adjuge cinq victoires en sept courses.

## Calendrier
| Date           | Meeting                         | Ville     | Pays        |
| -------------- | ------------------------------- | --------- | ----------- |
| 14 mai 2010    | Qatar Athletic Super Grand Prix | Doha      | Qatar       |
| 4 juin 2010    | Bislett Games                   | Oslo      | Norvège     |
| 12 juin 2010   | Meeting de New York             | New York  | États-Unis  |
| 8 juillet 2010 | Athletissima                    | Lausanne  | Suisse      |
| 6 août 2010    | DN Galan                        | Stockholm | Suède       |
| 13 août 2010   | Aviva London Grand Prix         | Londres   | Royaume-Uni |
| 27 août 2010   | Mémorial Van Damme              | Bruxelles | Belgique    |

## Résultats
| Date | Meeting   | 1er                      | 1er   | 2e                            | 2e    | 3e                         | 3e    |
| --- | --------- | ------------------------ | ----- | ----------------------------- | ----- | -------------------------- | ----- |
| 14 mai 2010 | Doha      | Bershawn Jackson 48 s 66 | 4 pts | Kerron Clement 48 s 82        | 2 pts | L. J. van Zyl 49 s 59      | 1 pt  |
| 4 juin 2010 | Oslo      | Kerron Clement 48 s 12   | 4 pts | Bershawn Jackson 48 s 25      | 2 pts | David Greene 49 s 05       | 1 pt  |
| 12 juin 2010 | New York  | Kerron Clement 47 s 86   | 4 pts | Bershawn Jackson 47 s 94 (SB) | 2 pts | Javier Culson 48 s 47      | 1 pt  |
| 8 juillet 2010 | Lausanne  | Bershawn Jackson 47 s 62 | 4 pts | Angelo Taylor 47 s 96 (SB)    | 2 pts | Félix Sánchez 48 s 17 (SB) | 1 pt  |
| 6 août 2010 | Stockholm | Bershawn Jackson 47 s 65 | 4 pts | Javier Culson 48 s 50         | 2 pts | Angelo Taylor 49 s 57      | 1 pt  |
| 13 août 2010 | Londres   | Bershawn Jackson 48 s 12 | 4 pts | Javier Culson 48 s 17         | 2 pts | David Greene 49 s 09       | 1 pt  |
| 27 août 2010 | Bruxelles | Bershawn Jackson 47 s 85 | 8 pts | David Greene 48 s 26          | 4 pts | Javier Culson 48 s 71      | 2 pts |
| Records et Performances - AR : Record continental (area record) - CR : Record des championnats (championship record) - MR : Record du meeting (meet record) - NR : Record national (national record) - OR : Record olympique (olympic record) - PR : Record paralympique (paralympic record) - PB : Record personnel (personal best) - SB : Meilleure performance personnelle de la saison (season's best) - WL : Meilleure performance mondiale de l'année (world leader) - WJR : Record du monde junior (world junior record) - WR : Record du monde (world record) Circonstances et Conditions - DNF : N'a pas terminé (did not finish) - DNS : N'a pas pris le départ (did not start) - DQ : Disqualification (disqualification) - NM : Aucun essai valable enregistré (No Mark) - Q : Qualifié « directement » au prochain tour (ou à la prochaine compétition), lors d'une compétition majeure, grâce au classement ou à la réalisation des minima (automatic qualifier) - q : Qualifié au prochain tour (ou à la prochaine compétition), lors d'une compétition majeure, grâce au repêchage ou à la réalisation de l'une des meilleures performances parmi celles des « non qualifiés directement » (grâce au meilleur temps ou à la meilleure distance par exemple) (secondary qualifier) |           |                          |       |                               |       |                            |       |

## Classement général
| Rang | Athlète          | Points |
| ---- | ---------------- | ------ |
| 1    | Bershawn Jackson | 28     |
| 2    | Javier Culson    | 7      |
| 3    | David Greene     | 6      |
| 4    | Angelo Taylor    | 3      |